# Wasilij Michalow
Wasilij Pawłowicz Michalow (ros. Василий Павлович Михалёв, ur. 17 lutego?/2 marca 1917 w Wierchnieudinsku (obecnie Ułan Ude), zm. 10 grudnia 2006 w Samarze) – radziecki lotnik wojskowy, pułkownik, Bohater Związku Radzieckiego (1944).

## Życiorys
Urodził się w rodzinie robotniczej. Skończył szkołę uniwersytetu fabryczno-zawodowego i aeroklub, w 1937 został instruktorem lotniczym. W 1940 powołano go do Armii Czerwonej, ukończył wojskową lotniczą szkołę pilotów w Uljanowsku, był instruktorem pilotażu, od 1941 należał do WKP(b). Szkolił kadry lotnictwa, a wiosną 1943 został skierowany na front wojny z Niemcami, walczył na Froncie Woroneskim, gdzie 22 maja 1943 stoczył swoją pierwszą walkę powietrzną, strącając dwa bombowce wroga, w tym jeden taranując. Później uczestniczył w walkach w rejonie Biełgorodu i Charkowa, do lutego 1944 wykonał 104 loty bojowe i stoczył 35 walk powietrznych, w których strącił osobiście 17 i w grupie 2 samoloty wroga, za co został przedstawiony do odznaczenia Złotą Gwiazdą Bohatera Związku Radzieckiego. Brał udział w operacji jasko-kiszyniowskiej i walkach na 2 Froncie Ukraińskim jako dowódca eskadry 508 pułku lotnictwa myśliwskiego 205 Dywizji Lotnictwa Myśliwskiego 7 Korpusu Lotnictwa Myśliwskiego 5 Armii Powietrznej w stopniu starszego porucznika. 1 czerwca 1944 w walce powietrznej został ciężko ranny w nogę, mimo to walczył do wyczerpania amunicji, po czym wylądował na swoim terytorium i został odesłany do szpitala. 1 lipca 1944 przyznano mu Złotą Gwiazdę Bohatera Związku Radzieckiego, którą wręczył mu 26 października Michaił Kalinin. Po wyleczeniu wrócił na front, uczestniczył m.in. w walkach na przyczółku sandomierskim. Wojnę zakończył w stopniu majora i na stanowisku zastępcy dowódcy pułku lotniczego. Łącznie podczas wojny wykonał 159 lotów bojowych i stoczył 49 walk powietrznych, w których strącił osobiście 22 i w grupie 4 samoloty wroga, w tym 17 bombowców i 9 myśliwców. Po wojnie kontynuował służbę w armii, w 1950 ukończył wyższe kursy doskonalenia kadry oficerskiej, w 1958 jako pułkownik i pomocnik dowódcy dywizji lotniczej został zwolniony do rezerwy.

## Odznaczenia
- Złota Gwiazda Bohatera Związku Radzieckiego
- Order Lenina
- Order Czerwonego Sztandaru
- Order Aleksandra Newskiego
- Order Wojny Ojczyźnianej I klasy
- Order Wojny Ojczyźnianej II klasy
- Order Czerwonej Gwiazdy

I medale.